# Walting
Walting er en kommune i Landkreis Eichstätt i Regierungsbezirk Oberbayern i den tyske delstat Bayern. Den udgør sammen med kommunerne Pollenfeld og Schernfeld Verwaltungsgemeinschaft Eichstätt.

## Geografi
Walting ligger i Region Ingolstadt.

### Inddeling
Der følgende landsbyer og bebyggelser: Pfünz (med Almosmühle), Inching (med Brunnmühle), Rapperszell, Walting (med Affenthal), Rieshofen med Isenbrunn, Pfalzpaint og Gungolding (med Forstermühle og Ziegelhof).

## Historie
Sydvest for Walting, i bakkerne ved Affenthals er der udgravet en romersk Villa rustica 
I Landsbyen Pfünz findes resterne af det romerske kastel Vetoniana.
Kastellet blev bygget under kejser Domitian og udgjorde en del af Limes Germanicus.